# Шихан

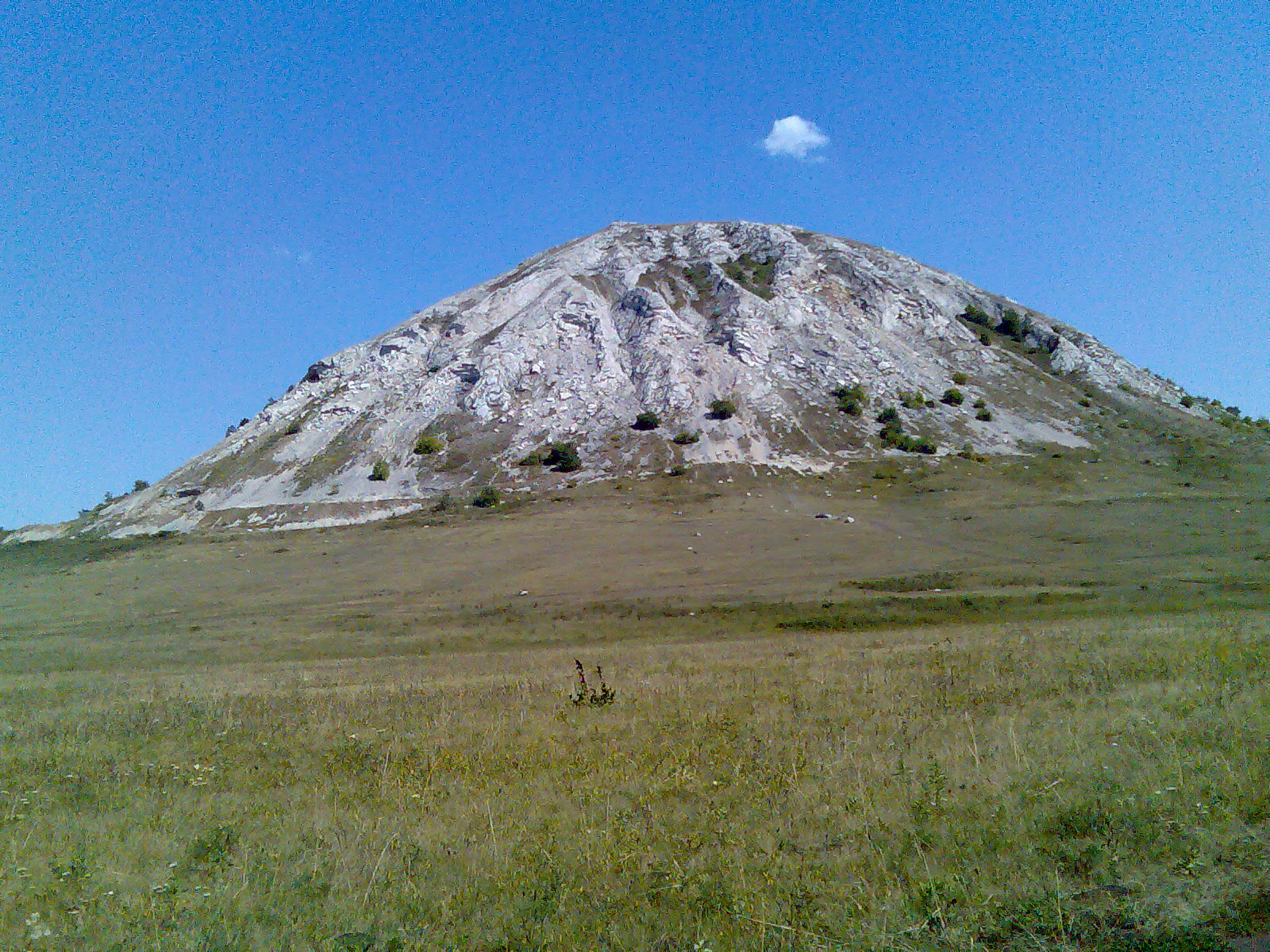
Шихан Торатау у Башкортостані

Шиха́н — поодинокий пагорб (сопка), що добре вирізняється у рельєфі.
У Заволжі та Західному Приураллі шихани являють собою залишки рифів давніх морів, що складаються з вапняків. На Уралі шиханами називають скелясті вершини гір.
Часто шихани розташовані в долинах річок та підвищуються на 150—200 м.

## Башкирські шихани
Шихани — ізольовані підвищення в Башкирському Передураллі. Складаються з чотирьох гір-одиночок: Торатау, Шахтау, Юрактау та Куштау, що утворюють вузький ланцюжок, витягнутий вздовж річки Білої на 20 км. Вони розташовані поблизу міст Стерлітамака, Ішимбая та Салавата. Являють собою залишки бар'єрного рифу, що утворився в теплому морі ранньої епохи пермського періоду. У відкладеннях зустрічаються закам'янілості давніх рослин та тварин.
Всього шиханів три – Юрактау, Куштау и Торатау. Шахтау - четвертий шихан фактично повністю використаний підприємством «Сода». Промислова розробка почалась у 1950-і роки.